# Stenandra
Stenandra es un género de escarabajos longicornios de la subfamilia Lamiinae. Fue descrito por Auguste Lameere en 1912.

## Especies
- Stenandra asiatica Komiya y Santos-Silva, 2011
- Stenandra kolbei (Lameere, 1903)
- Stenandra perissinottoi Bouyer, 2015
- Stenandra saitoae Komiya y Santos-Silva, 2011
- Stenandra santossilvai Bouyer, 2015
- Stenandra vadoni Quentin y Villiers, 1972